# 山葉體育場
山葉球場（日语：ヤマハスタジアム），位於日本靜岡縣磐田市，是一個足球及橄欖球專用場地，由山葉發動機株式會社所有，用來舉行足球及橄欖球比賽。它是日本職業足球聯賽磐田山葉和日本頂級橄欖球聯賽山葉喜悅的主場，可坐滿16,295人。在網站上及電視直播中，球場名稱多與地名一併顯示「山葉球場（磐田）」。

## 設施概要
1978年，山葉發動機（現磐田山葉）在這裡以「山葉發動機東山總合體育場」為名的球場作主場正式開幕。
1985年，副看台被建築成可容5,000名觀眾。
1993年，為了符合日職聯的規格要求，球場進行大改建。同年，4台泛光燈及副看台增設為可收容9,000名觀眾。而球場的名稱暫定為「山葉磐田足球場」。
1994年，建成電子顯示板（頂部以1行顯示基本作賽資料，及顯示雙方出場球員）。副看台及主看台（增設上蓋）增建至收容15,500名觀眾。而球場名稱再改為「磐田喜悅足球場」。
1995年，球門側看台（主隊球迷打氣區）建成兩層，使球場收容量增至19,000名觀眾。
1997年，副看台需要由站立位改建成全座位，使球場收容量減少至17,000名觀眾。
2002年，球門側看台（客隊球迷打氣區）旁，建設了大型映像裝置（顯示雙方出場球員、入球球員名單等資料）。使球場容納量再減少至16,893名觀眾。

## 外部連結
- 山葉主場地圖